# Maransis browni
Maransis browni är en insektsart som beskrevs av Brock 2005. Maransis browni ingår i släktet Maransis och familjen Diapheromeridae. Inga underarter finns listade i Catalogue of Life.